# Liste der Kulturgüter in Moutier
Die Liste der Kulturgüter in Moutier enthält alle Objekte in der Gemeinde Moutier im Kanton Bern, die gemäss der Haager Konvention zum Schutz von Kulturgut bei bewaffneten Konflikten, dem Bundesgesetz vom 20. Juni 2014 über den Schutz der Kulturgüter bei bewaffneten Konflikten sowie der Verordnung vom 29. Oktober 2014 über den Schutz der Kulturgüter bei bewaffneten Konflikten unter Schutz stehen.
Objekte der Kategorien A und B sind vollständig in der Liste enthalten, Objekte der Kategorie C fehlen zurzeit (Stand: 21. März 2024). Unter übrige Baudenkmäler sind geschützte Objekte zu finden, die im Bauinventar des Kantons Bern als «schützenswert» verzeichnet sind.

## Kulturgüter
| Foto |                                                                                                   | Objekt | Kat. | Typ | Standort                                  | Beschreibung |
| ---- | ------------------------------------------------------------------------------------------------- | --- | ---- | --- | ----------------------------------------- | --- |
| ja   | Datei hochladen · Wikidata zu Kapelle von Chalières (Q1728473)                                    | Friedhofskapelle von Chalière / Chapelle du cimetière de Chalière KGS-Nr.: 01072                                            | A    | G   | Rue du Chalière 14 594146 / 235861        | Im 11. Jahrhundert erbaute Kapelle im romanischen Stil und einziger Überrest des Dorfes Chalière, das nach einer Pestepidemie aufgegeben wurde. Es handelt sich um eine der ältesten erhalten gebliebenen Sakralbauten im Jura und gehörte einst dem Kloster Moutier-Grandval. Der schlichte Grundriss besteht aus einem rechteckigen Schiff mit einer Apsis, die von einem Dachreiter überhöht ist. Im Inneren beeindrucken Wandmalereien, welche der ottonischen Kunst zugerechnet werden.                                  |
| ja   | Datei hochladen · Wikidata zu Collège (Q29673442)                                                 | Schule / Collège primaire KGS-Nr.: 01074                                                                                    | B    | G   | Avenue de la Liberté 1 595135 / 236481    | 1904 im Heimatstil erbautes Schulgebäude. Die beiden Gebäudeflügel sind um einen markanten Hauptbaukörper mit Aussparungen und Mansarddach angeordnet, der mit einer Kuppel versehen ist und von einem bauchigen Dachreiter mit schmaler Spitze dominiert wird. Die eingerahmten Reihenfenster stellen eine neugotische Zierinterpretation dar. Eine Besonderheit ist die Kassettendecke im südlichen Treppenhaus. |
| ja   | Datei hochladen · Wikidata zu Stift Saint-Germain mit Pfarrarchiv (Q29673457)                     | Stift Saint-Germain mit Pfarrarchiv / Collégiale St-Germain avec archives paroissiales KGS-Nr.: 01075                       | B    | G   | Rue St-Germain 12 594970 / 236626         | Bei diesem in den Jahren 1860 bis 1863 erbauten reformiertes Kirchengebäude handelt es sich um eine Rekonstruktion einer romanischen Kirche aus dem frühen 12. Jahrhundert. Vom Vorgängerbau wurden das Fundament übernommen und die ursprünglichen Materialien wiederverwendet, der Grundriss weist jedoch Unterschiede auf. Anstelle der früheren Konventgebäude entstand eine Promenade. |
| ja   | Datei hochladen · Wikidata zu Rathaus (Q29673471)                                                 | Rathaus / Hôtel de Ville KGS-Nr.: 01076                                                                                     | B    | G   | Rue de l’Hôtel-de-Ville 1 594836 / 236527 | 1835 ursprünglich als Schule erbautes, seit 1962 als Rathaus genutztes repräsentatives Gebäude unter Krüppelwalmdach im neoklassizistischen Stil französischer Prägung. Über dem zentralen Giebelfeld erhebt sich ein Dachreiter mit Uhrwerk und spitzem Helm. Die weissen Fassaden sind nüchtern mit glattem Kalkstein eingefasst. Der Mittelrisalit verfügt über schräge Arkaden, die eine monumentale Vordertreppe einrahmen. Auf dem gepflasterten Vorplatz steht ein klassizistischer Brunnen.                           |
| ja   | Datei hochladen · Wikidata zu Jurassisches Kunstmuseum (Gebäude) (Q29673487)                      | Jurassisches Kunstmuseum (Gebäude) / Musée jurassien des Arts (bâtiment) KGS-Nr.: 01077                                     | B    | G   | Rue Centrale 4 595440 / 236687            | Die 1903 erbaute «Villa Bechler» ist seit 1993 Standort eines Kunstmuseums. Das Gebäude besitzt ein markantes Mansarddach mit einem halboktogonalen Vorsprung nach Süden. Bemerkenswert sind Eisenarbeiten wie die geschwungene Brüstung des Balkons oder die westliche Eingangstür, die zu einer verglasten Markise führt. Im Innern finden sich mehrere Stuckdecken, von denen zwei mit Landschaftsgemälden geschmückt sind. Im weitläufigen Park an der Ostseite steht eine überdachte Pergola mit toskanischer Kolonnade. |
| ja   | Datei hochladen · Wikidata zu Fabrik Pétermann SA (Q29673502)                                     | Fabrik Pétermann SA / Usine Pétermann SA KGS-Nr.: 01078                                                                     | B    | G   | Rue de Soleure 25 596075 / 236685         | Das 1911 im Heimatstil erbaute Fabrikgebäude ist ein wichtiger Zeuge der regionalen Industriearchitektur. Das ursprüngliche Gebäude und seine Erweiterung, flankiert von zwei Querpavillons, sind mit Flachdächern versehen und besitzen gelb-ockerfarbene Fassaden, die mit Reliefbögen und Pfeilern strukturiert sind. Das Treppenhaus im Verwaltungspavillon ist mit vielfarbigen Jugendstil-Kacheln geschmückt. |
| ja   | Datei hochladen · Wikidata zu Alte Fabrik Tornos SA (Q29673517)                                   | Alte Fabrik der Tornos AG / Vieille usine Tornos SA KGS-Nr.: 01079                                                          | B    | G   | Rue Industrielle 119 594320 / 235561      | 1917 nach Plänen von Eduard Rybi und Ernst Salchli erbaute Drehmaschinenfabrik der Tornos AG. Ihre tragende Struktur aus Stahlbeton bildet eine zum Dach hin offene Halle, die von Oberlichtern beleuchtet wird. Auf diese Weise bietet die Halle eine grosse Flexibilität in einem ästhetischen Umfeld. Die Nebengebäude sind im Stil des Neuen Bauens gehalten. |
| ja   | Datei hochladen · Wikidata zu Jurassisches Kunstmuseum (Sammlung) (Q27485223)                     | Jurassisches Kunstmuseum (Sammlung) / Musée jurassien des Arts (collection) KGS-Nr.: 09458                                  | B    | S   | Rue Centrale 4 595444 / 236695            | Seit 1993 in der Villa Bechler beheimatetes Kunstmuseum, das sich überwiegend mit Werken von Künstlern aus dem Berner Jura und dem Kanton Jura befasst. Die Sammlung geht auf einen 1953 gegründeten Verein zurück, der ab 1955 regelmässig Ausstellungen durchführte. |
| ja   | Datei hochladen · Wikidata zu Museum des Drehautomaten und der Geschichte von Moutier (Q27485220) | Museum des Drehautomaten und der Geschichte von Moutier / Musée du tour automatique et d’histoire de Moutier KGS-Nr.: 10653 | B    | S   | Rue Industrielle 121 594269 / 235546      | Seit 1992 bestehendes Museum in der Villa Junker, das sich mit der Geschichte der Herstellung von Drehmaschinen und Uhrwerken befasst. Enthält eine Bibliothek mit technischer und regionalhistorischer Fachliteratur. |

## Übrige Baudenkmäler
Hinweis: Anstelle der KGS-Nummer wird als Objekt-Identifikator (ID) die Grundstücksnummer verwendet.
| ID       | Foto |                                                                      | Objekt | Typ | Standort                                        | Beschreibung |
| -------- | ---- | -------------------------------------------------------------------- | --- | --- | ----------------------------------------------- | ------------ |
| 4        | BW   | Datei hochladen                                                      | Schiessstand und Festhalle (1905) / Stand de tir et halle des fêtes (1905)                                               | G   | Rue du Nord 25 594623 / 236747                  |              |
| 39       | BW   | Datei hochladen                                                      | Wohn- und Geschäftshaus (1905) / Locatif et commerce (1905)                                                              | G   | Rue de l’Hôtel-de-Ville 2 594821 / 236504       |              |
| 50       | BW   | Datei hochladen                                                      | Ehemaliges Bezirksspital (1871–1875) / Hôpital du district (1871-1875)                                                   | G   | Rue du Château 30 595016 / 236635               |              |
| 67       | BW   | Datei hochladen                                                      | Ehemaliges Gefängnis (Ende 16. Jh.) / Dépendance de la "Maison Forte" (fin 16ème s.)                                     | G   | Rue du Château 11 595061 / 236614               |              |
| 67       | ja   | Datei hochladen · Wikidata zu Schloss Moutier (Q2242490)             | Landvogteischloss (1738–1740) / Château prévôtal (1738–1740)                                                             | G   | Rue du Château 13 595039 / 236607               |              |
| 67       | ja   | Datei hochladen                                                      | Wehrturm (1590) / Tour d'enceinte (1590)                                                                                 | G   | Rue du Château 13a 595057 / 236591              |              |
| 75       | BW   | Datei hochladen                                                      | Wohnhaus und Bank (1910) / Habitation et banque (1910)                                                                   | G   | Rue Centrale 60 595018 / 236536                 |              |
| 103      | BW   | Datei hochladen                                                      | Villa "Flütsch" (1897)                                                                                                   | G   | Rue du Château 20 595113 / 236632               |              |
| 141      | BW   | Datei hochladen                                                      | Villa (1900) | G   | Rue Centrale 30 595234 / 236578                 |              |
| 145      | BW   | Datei hochladen                                                      | Villa (um 1900) / Villa (vers 1900)                                                                                      | G   | Rue Centrale 22 595281 / 236589                 |              |
| 151      | ja   | Datei hochladen · Wikidata zu Mietshaus (1910) (Q111434464)          | Mietshaus (1910) / Immeuble locatif (1910)                                                                               | G   | Rue du Midi 27 595321 / 236536                  |              |
| 165      | BW   | Datei hochladen                                                      | Wohnhaus (1. Hälfte 18. Jh.) / Résidence (première moitié 18éme s.)                                                      | G   | Rue de l’Hôtel-de-Ville 9 594867 / 236427       |              |
| 180      | ja   | Datei hochladen · Wikidata zu Le Chicago (Q121141048)                | Wohn- und Geschäftshaus "Chicago" (1904) / Locatif et commerce "Chicago" (1904)                                          | G   | Rue Centrale 63 594921 / 236483                 |              |
| 182      | BW   | Datei hochladen                                                      | Pfarrhaus (Ende 18. Jh.) / Cure (fin 18ème s.)                                                                           | G   | Rue Centrale 59 594950 / 236492                 |              |
| 204      | ja   | Datei hochladen · Wikidata zu Drehmaschinenwerkstatt (Q111424034)    | Drehmaschinenwerkstatt (1923) / Atelier de décolletage (1923)                                                            | G   | Rue du Viaduc 21 595026 / 236283                |              |
| 217      | BW   | Datei hochladen                                                      | Wohn- und Geschäftshaus (1910) / Locatif avec commerce (1910)                                                            | G   | Rue Centrale 27 595209 / 236548                 |              |
| 218; 219 | BW   | Datei hochladen                                                      | Wohn- und Geschäftshaus (1910) / Locatif avec commerce (1910)                                                            | G   | Rue Centrale 23, 25 595220 / 236553             |              |
| 236      | BW   | Datei hochladen                                                      | Ehemaliges Pfarrhaus (um 1780) / Ancienne cure (vers 1780)                                                               | G   | Rue Neuve 6 594771 / 236512                     |              |
| 276      | BW   | Datei hochladen                                                      | Wohn- und Geschäftshaus (1912) / Locatif et commerce (1912)                                                              | G   | Rue de l’Hôtel-de-Ville 6 594838 / 236487       |              |
| 299      | ja   | Datei hochladen · Wikidata zu Drehmaschinenfabrik (Q124556076)       | Drehmaschinenfabrik (1929–1931) / Fabrique de tours automatiques (1929–1931)                                             | G   | Rue Industrielle 16, 16a, 16b 594694 / 236254   |              |
| 320      | BW   | Datei hochladen                                                      | Primarschule Le Clos (1953–1955) / Ecole primaire "du Clos" (1953–1955)                                                  | G   | Rue du Clos 1 594826 / 236286                   |              |
| 401      | BW   | Datei hochladen                                                      | Bürgerliche Residenz "Villa Moschard" (3. Viertel 19. Jh.) / Résidence bourgeoise "Villa Moschard" (3ème quart 19ème s.) | G   | Rue Industrielle 48 594402 / 236093             |              |
| 406      | BW   | Datei hochladen                                                      | Mechanische Werkstatt (1948) / Atelier de mécanique (1948)                                                               | G   | Rue Industrielle 18 594534 / 236157             |              |
| 466      | BW   | Datei hochladen                                                      | Mietskaserne "Cité Ste-Marie" (1918) / Caserne locative "Cité Ste-Marie" (1918)                                          | G   | Rue Industrielle 82, 84, 86, 88 594229 / 235739 |              |
| 471      | BW   | Datei hochladen                                                      | Villa Chatelain (1841)                                                                                                   | G   | Quartier de la Verrerie 2 594111 / 235287       |              |
| 541      | BW   | Datei hochladen                                                      | Verwaltungsgebäude "Tour Bechler" (1962) / Bâtiment administratif "Tour Bechler" (1962)                                  | G   | Rue Industrielle 15 594677 / 236220             |              |
| 690      | BW   | Datei hochladen                                                      | Berufsschul-Zentrum (1975) / Centre Professionnel (1975)                                                                 | G   | Pré Jean-Meunier 1 595678 / 236390              |              |
| 1081     | BW   | Datei hochladen                                                      | Aussichtsplattform "le Pavillon" (1904) / Belvédère "le Pavillon" (1904)                                                 | G   | Forêt des Golats 3 595578 / 236999              |              |
| 1278     | ja   | Datei hochladen · Wikidata zu Deutsche Kirche (Q55412507)            | Deutsche Kirche (1930–1932) / Temple allemand (1930–1932)                                                                | G   | Rue Neuve 12 594741 / 236482                    |              |
| 3281     | ja   | Datei hochladen · Wikidata zu Ehemalige "Fabrik Junker" (Q113622499) | Fabrikgebäude Junker (um 1860) / Bâtiment industriel, puis ex "Usine-Junker" (vers 1860)                                 | G   | Rue Industrielle 123 594290 / 235507            |              |